# Шиши-одоши
Шиши-одоши (鹿威し  на японски) буквално означава „уплаши елена“.
В по-широк смисъл наименованието се отнася за японски устройства, използвани за сплашване на птици и диви животни, вредящи на отглежданите растения. В по-широк смисъл означава содзу (вж. картинките).
Могат да бъдат:
- „какаси“ – плашило,
- „наруко“ – кречетало, хлопка,
- „содзу“ – устройство, използвано в японски градини.